# Kivalina River
Der Kivalina River ist ein 115 km langer Zufluss der Tschuktschensee im Nordwesten des US-Bundesstaats Alaska.

## Flusslauf
Der Kivalina River entspringt im äußersten Westen der De Long Mountains auf einer Höhe von etwa 640 m. Er durchfließt die Tundralandschaft der Küstenregion der Tschuktschensee südlich der Lisburne-Halbinsel. Der Kivalina River fließt anfangs nach Südwesten. Bei Flusskilometer 65 wendet sich der Kivalina River nach Süden. Wenig später nimmt er die beiden größeren Nebenflüsse Sapumik Creek und Kangnirvik Creek, die ebenfalls in den De Long Mountains entspringen, linksseitig auf. Auf den unteren 32 Kilometern fließt der Kivalina River in Richtung Westsüdwest. Der Kivalina River mündet schließlich 11,5 km nordnordwestlich der Siedlung Kivalina in den nördlichen Teil der Kivalina Lagoon, eine Lagune an der Küste der Tschuktschensee.

## Einzugsgebiet
Der Kivalina River entwässert ein Areal von etwa 1763 km². Es liegt im Südwesten der Lisburne-Halbinsel und reicht im Osten bis zu den De Long Mountains. Das Einzugsgebiet grenzt im Norden an das des Kukpuk River, im Nordosten an das des Kukpowruk River sowie im Osten und im Süden an das des Wulik River. 

## Namensgebung
Der Eskimo-Name des Flusses mit der Schreibweise "Kuveleek" wurde 1885 von Lieutenant G. M. Stoney der U.S. Navy gemeldet.